# Torre de Paterna
Tower of Paterna är ett monument i Spanien.   Det ligger i provinsen Província de València och regionen Valencia, i den östra delen av landet, 300 km öster om huvudstaden Madrid. Tower of Paterna ligger 64 meter över havet.
Terrängen runt Tower of Paterna är platt.Runt Tower of Paterna är det mycket tätbefolkat, med 5 021 invånare per kvadratkilometer. Närmaste större samhälle är Valencia, 6,5 km sydost om Tower of Paterna. Runt Tower of Paterna är det i huvudsak tätbebyggt.